# Ruinele bisericii reformate din Suseni
Ruinele bisericii reformate din Suseni sunt un monument istoric aflat pe teritoriul satului Suseni, comuna Suseni, județul Mureș.

## Istoric
Prezbiteriul bisericii a fost construit în a doua jumătate a secolului al XII-lea pe malul drept al unui braț al râului Mureș, pe vremea regelui Géza al II-lea al Ungariei (1141-1161), iar nava a fost construită în timpul domniei regelui Béla al IV-lea (1235-1270).
Până la Reforma Protestantă a fost biserică romano-catolică, după aceea a devenit lutherană, deoarece în satul din apropierea Reghinului erau și sași, iar din 1567 a devenit biserică reformat-calvină folosită de comunitatea reformată maghiară până în 1912. Biserica se află în grădina parohială de un hectar jumătate în stare avansată de degradare.
La începutul secolului al XIX-lea obștea reformată a decis să construiască o nouă biserică, mai reprezentativă, lângă strada principală. Au vrut să folosească materialul vechii biserici ca material de construcție pentru a construi biserica nouă. Înainte de demolare, Comitetul Național pentru Monumente din Ungaria (MOB) a trimis în 1908 un membru al comitetului, László Éber, să examineze detaliile bisericii. Acesta a constatat că biserica, care este și de interes arhitectural, conține fresce valoroase, motiv pentru care a cerut pastorului să suspende demolarea vechii biserici și construcția noii biserici până la acțiuni ulterioare. MOB l-a însărcinat pe pictorul Lajos Jámbor să analizeze și să copieze picturile murale. Picturile murale au fost excavate și copiate. Conform acordului, comunitatea reformată ar fi trebuit să continue să aibă grijă și să folosească vechea biserică în timpul marilor sărbători. 
După Primul Război Mondial, când jurisdicția MOB a încetat să mai existe, biserica a fost lăsată în paragină, astfel încât până la sfârșitul anilor 1970 o parte din bolta romanică se prăbușise. Planul de conservare inițiat la acea vreme a fost întocmit de arhitectul Gyula Keresztes din Târgu Mureș. Partea prăbușită a bolții a fost zidită în spate, interiorul bisericii a fost eliberat de plantele crescute și clădirea a putut fi încuiată cu două uși cu zăbrele. Pe baza fotografiilor realizate în 1908 și a acuarelelor realizate de Lajos Jámbor, este cert că altarul a fost cândva complet pictat.

## Urmele de pictură
Azi se mai văd numai zidurile ruinate, iar în altar urme palide de fresce din secolul al XV-lea ale sfântului Laurențiu, ale sfintei Ecaterina de Alexandria și sfintei Barbara.